# فلیمینگ لیپس
د فلیمینگ لیپس(به انگلیسی: The Flaming Lips)نام گروه آلترنیتیو راک آمریکایی است که در سال ۱۹۸۳ در اوکلاهاما تشکیل شد.
از لحاظ ملودی صدای فلیمینگ لیپس، چند لایه و تنظیم آن شبیه به موسیقی سایکدلیک راک است اما از نظر ترانه مولفه‌هایی از موسیقی اسپیس راک مانند نام‌های عجیب برای آهنگ‌ها و آلبوم‌ها_مانند:"Psychiatric Explorations of the Fetus with Needles"و"Free Radicals (A Hallucination of the Christmas Skeleton Pleading with a Suicide Bomber)"و "What Is the Light?" (An Untested Hypothesis Suggesting That the Chemical [In Our Brains] by Which We Are Able to Experience the Sensation of Being in Love Is the Same Chemical That Caused the "Big Bang" That Was the Birth of the Accelerating Universe)" و"Yeah, I Know It's a Drag... But Wastin' Pigs Is Still Radical". در آن به چشم می‌خورد.
آنها همچنین برای اجراهای منحصر به فردشان مانند استفاده از بالون، نور پردازی نامتعارف صحنه، دست‌های غول پیکر، کاغد تولدهای زیاد و ... نیز معروف هستند. وین کوین در هنگام اجراهای کنسرت درون توپ بزرگی می‌رود و در میان جمعیت آهنگ را می‌خواند که این کار جزو نمادهای گروه است.مجله کیو فلیمینگ لیپس را در میان پنجاه گروهی که قبل از مرگ باید دید جای داده است.
در سال ۲۰۰۲ فلیمینگ لیپس نسخه دوباره سازی شده از آلبوم معروف گروه پینک فلوید، نیمه تاریک ماه، منتشر کرد.
فلیمینگ لیپس همچنین دو بار برنده جایزه گرمی و سه بار نامزد این جایزه شده است. سال ۲۰۰۳ برای بهترین اجرای گروه راک ایندستریال و در سال ۲۰۰۷ برای بهترین آلبوم مهندسی شده غیر کلاسیک برنده جایزه گرمی شد.

## آلبوم‌ها
- Hear It Is - ۱۹۸۶
- Oh My Gawd!!! - ۱۹۸۷
- Telepathic Surgery - ۱۹۸۹
- In a Priest Driven Ambulance - ۱۹۹۰
- Hit to Death in the Future Head - ۱۹۹۲
- Transmissions from the Satellite Heart - ۱۹۹۳
- Clouds Taste Metallic - ۱۹۹۵
- Zaireeka - ۱۹۹۷
- The Soft Bulletin - ۱۹۹۹
- Yoshimi Battles the Pink Robots - ۲۰۰۲
- At War with the Mystics - ۲۰۰۶
- Embryonic - ۲۰۰۹
- The Flaming Lips and Stardeath and White Dwarfs with Henry Rollins and Peaches Doing The Dark Side of the Moon - ۲۰۰۹